# قرار مجلس الأمن التابع للأمم المتحدة رقم 1558
قرار مجلس الأمن التابع للأمم المتحدة رقم 1558، المتخذ بالإجماع في 17 آب / أغسطس 2004، بعد التذكير بالقرارات السابقة بشأن الوضع في الصومال، ولا سيما القرارين 733 (1992) و1519 (2003)، أعاد المجلس تشكيل فريق لرصد حظر الأسلحة المفروض على البلاد لمدة ستة أشهر أخرى.
وعرض مجلس الأمن دعمه لعملية المصالحة الصومالية، بما في ذلك مؤتمر المصالحة الوطنية الصومالية الجاري. وأدان التدفق غير المشروع للأسلحة إلى الصومال وعبره انتهاكا لحظر الأسلحة، ودعا إلى إدخال تحسينات على مراقبة الحظر. وشدد المجلس، متصرفا بموجب الفصل السابع من ميثاق الأمم المتحدة، على ضرورة امتثال جميع البلدان للحظر. طُلب من الأمين العام كوفي عنان إعادة تشكيل مجموعة مراقبة لرصد تنفيذ حظر الأسلحة المفروض على الصومال، وتحديث القوائم الخاصة بمن ينتهكون العقوبات، والتعاون مع اللجنة المنشأة بموجب القرار 751 (1992).

## روابط خارجية
- نص القرار في undocs.org